# Economia della Svizzera
L'economia della Svizzera è molto sviluppata. Calcolata in base al prodotto interno lordo, la Svizzera si colloca al 19º posto nel mondo e addirittura al 6º posto in termini di PIL pro capite. La sua economia, data anche la conformazione del territorio e la scarsità di risorse naturali, è prevalentemente concentrata sul settore dei servizi, in particolare quelli finanziari. Anche il turismo e l'industria sono rami importanti dell'economia svizzera.

## Dati economici generali
Questi i principali indicatori:
- PIL a parità di potere d'acquisto (2010): 324,5 miliardi di $
- PIL pro-capite a parità di potere d'acquisto (2010): 42'600 $
- Tasso di disoccupazione (2014): 4,3%
- Tasso di occupazione (2009): 95,7%
- Debito pubblico (2010): 38,2%
- Avanzo pubblico (2009): +1,37%
- Tasso di inflazione (2010): 0,7%
- Saldo del conto corrente (2009): +8,71%

## Struttura economica
L'economia svizzera possiede un settore dei servizi altamente sviluppato, che contribuisce al 71% del PIL ed il cui settore di punta è quello dei servizi finanziari e bancari. L'industria manifatturiera, invece, conta il 27,6% del PIL ed è specializzata in prodotti ad alta tecnologia.
Pur non aderendo all'Unione europea, negli ultimi anni la Svizzera vi ha conformato in molti campi la propria legislazione economica, allo scopo di rilanciare la competitività. Tuttavia, rimangono ancora alcune barriere protezionistiche, in particolare per i prodotti agricoli.

### Agricoltura
Il settore primario ha un'importanza minore nell'economia. Circa il 40% del territorio è utilizzato per scopi agricoli o di allevamento e la superficie coltivata in permanenza è il 10,6% della superficie totale (contro il 13,4% della media europea ed il 11,3% della media mondiale). Ciò corrisponde a 61 ettari di terreno agricolo ogni 1.000 persone (contro i 442 in Europa ed i 251 nel mondo). A Vevey ha sede la Nestlé, azienda leader mondiale nel settore alimentare.
Un referendum tenutosi il 27 novembre 2005 ha approvato, con il 55,7% dei consensi, una moratoria di cinque anni sull'uso di OGM, contrariamente alle intenzioni del governo.
La Svizzera ha un regime di forte protezione dell'agricoltura. Vi sono tariffe elevate sulle importazioni e ampi sussidi agli agricoltori locali per incoraggiare la produzione nazionale, che attualmente soddisfa circa il 60% dei consumi alimentari. Secondo l'Organizzazione per la Cooperazione e lo Sviluppo Economico (OCSE), la Svizzera sovvenziona oltre il 70% della sua agricoltura rispetto al 35% nella UE. Nel 2009 lo Stato ha concesso sussidi agli agricoltori per 6,2 miliardi di dollari e si calcola che tali sussidi costituiscono quasi il 60% dei redditi dei contadini, molto meno del 75% degli anni '80, ma molto di più della media europea (poco meno del 25%).

### Industria

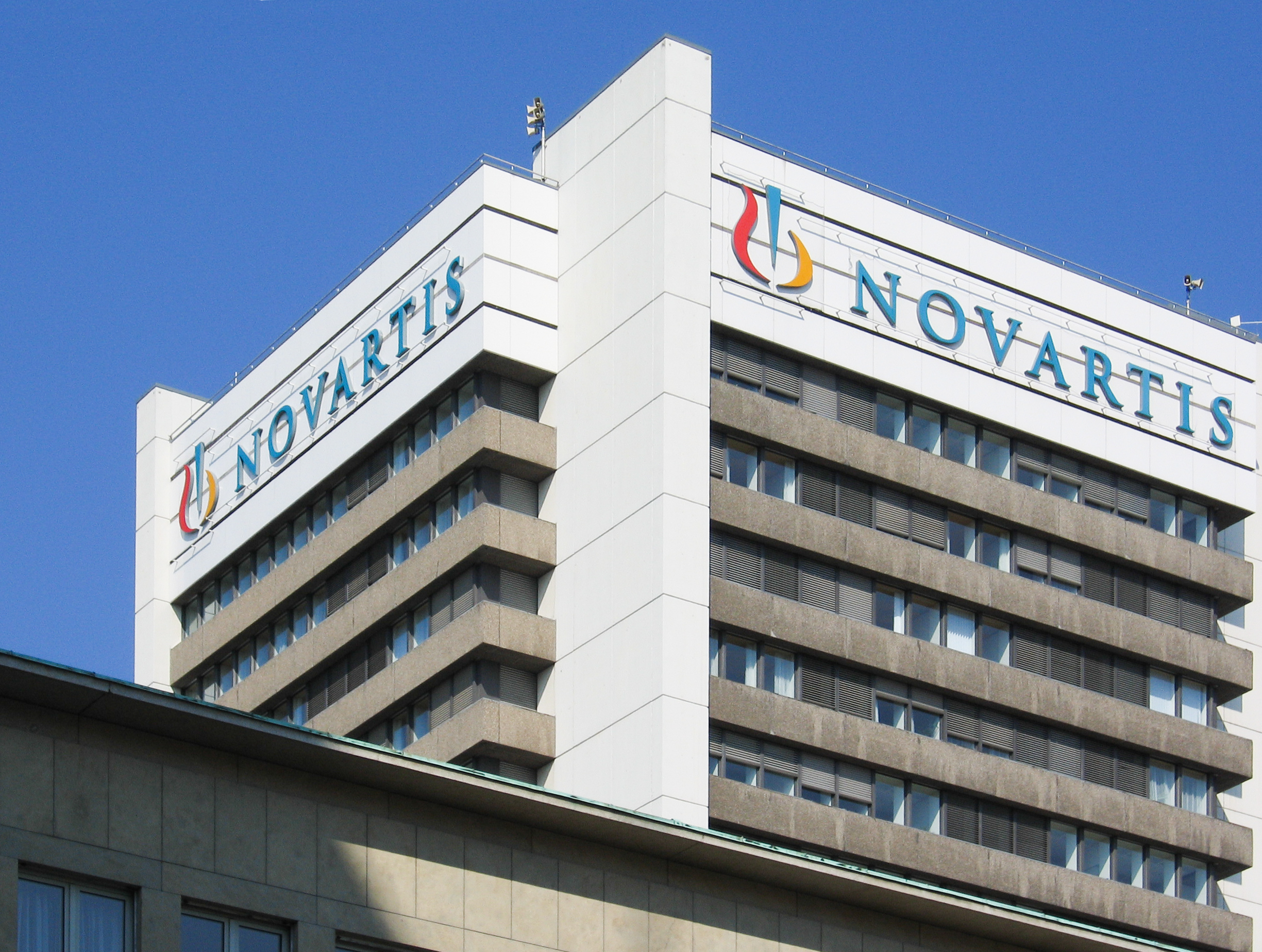
Sede della Novartis a Basilea

Fin dalla prima rivoluzione industriale, la Svizzera è caratterizzata da un settore secondario molto forte. Ancora nel 1960, esso occupava circa il 47% della forza lavoro, mentre la media dei Paesi europei occidentali era di circa dieci punti in meno. Una parte considerevole di questa forza lavoro, tuttavia, era straniera. Ad ogni modo, dopo il 1970 l'industria perde la sua posizione dominante a favore dei servizi, in contemporanea con l'avvio di un processo di delocalizzazione in Asia e nell'Europa orientale, in parte a causa dei costi troppo elevati. Oggi, infatti, l'industria occupa circa il 23% della forza lavoratrice.
Nella seconda metà dell'Ottocento, i settori maggiormente sviluppati erano la chimica, la metallurgia e la meccanica (macchine, impianti elettrici ed elettronica, meccanica di precisione, ottica, orologi e macchine per l'industria), tutti settori che rivolgevano gran parte della produzione all'estero, date le limitate dimensioni del mercato interno. All'inizio del XXI secolo, le PMI cercano di specializzarsi in prodotti di nicchia e ad alta tecnologia, dove la concorrenza è più debole.
Oggi l'industria chimica e farmaceutica svizzera è leader nel mondo. Sono presenti sia grandi gruppi, come Novartis e Hoffmann-La Roche sia numerose imprese medio-piccole, la maggior parte delle quali situate nei cantoni di Basilea città, Basilea campagna, Argovia e Vallese. Per quanto riguarda la meccanica, essa comprende essenzialmente la fabbricazione di macchine per ufficio, di attrezzature per il trattamento dei dati e computer, di apparecchi elettrici per la produzione e distribuzione di energia elettrica, di impianti per radio, televisione e, in generale, telecomunicazioni, di strumentazione medica, di precisione e ottica. Particolarmente famoso nel mondo è il settore dell'orologeria, presente con marchi prestigiosi come Breitling, Chopard, Rolex, Patek Philippe, Swatch e Vacheron Constantin.
Rispetto alla moneta unica del mercato europeo, la Svizzera conserva il vantaggio di avere una propria valuta nazionale, una propria Banca Centrale ed una propria politica monetaria, elementi che le permettono di utilizzare la svalutazione del franco sull'euro sul dollaro per favorire le esportazioni manifatturiere. Tale opportunità è vincolata al fatto che la finanza internazionale ha tradizionalmente considerato il franco svizzero come una moneta liquida e di valore stabile nel lungo termine, quindi ideale come bene rifugio.

### Servizi
Attualmente, la maggior parte dei posti di lavoro sono il settore dei servizi, che produce anche la maggior parte del PIL. Esso comprende, in particolare, il sistema scolastico, il sistema sanitario, le attività finanziarie e bancarie, le assicurazioni, i trasporti e le imprese di consulenza. Riveste notevole importanza anche il turismo.

#### Turismo
La Svizzera inizia a diventare meta turistica tra il XVIII ed il XIX secolo, grazie alla bellezza dei propri paesaggi di montagna.
Le destinazioni più popolari in Svizzera sono, in ordine di presenze, Zurigo (con 2,4 milioni di pernottamenti nel 2006), Ginevra (1,9 milioni di pernottamenti), Zermatt (1,3 milioni) e Lucerna (1 milione); seguono Basilea, Davos, Sankt Moritz, Losanna, Berna e Lugano. I turisti stranieri sono il 60%, contro il 40% di svizzeri. Per la maggior parte i turisti stranieri vengono dalla Germania (14,4% dei pernottamenti), Francia (5,3%), Regno Unito (4,8%) e Italia (3,8%).

#### Banche e finanza

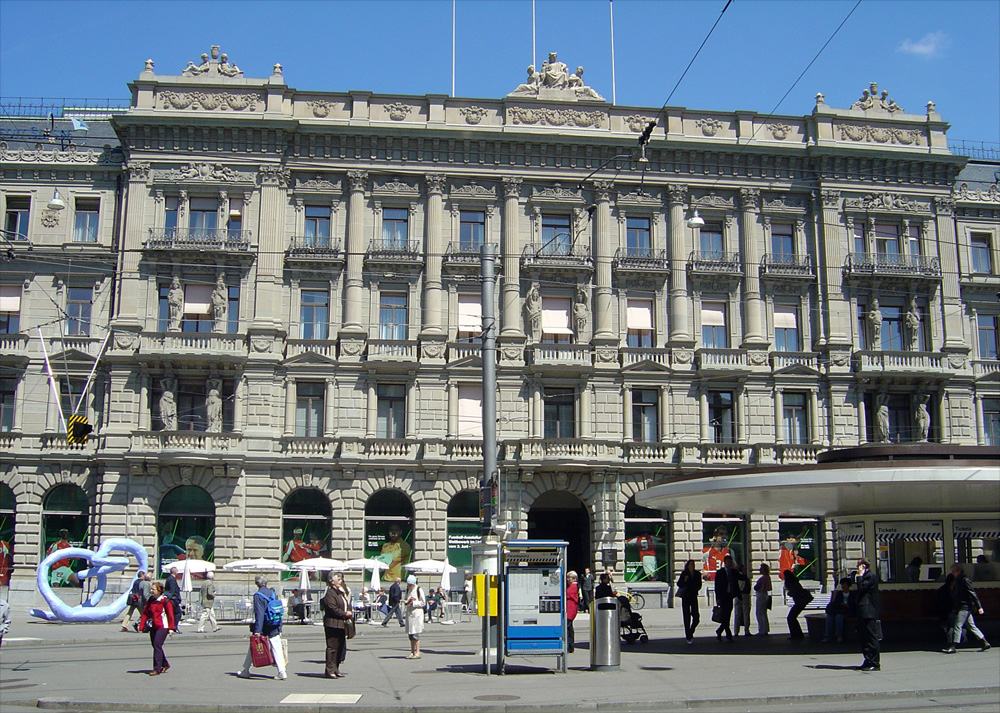
Sede di Credit Suisse a Zurigo

Nel 2003 il settore finanziario comprendeva circa l'11,6% del PIL della Svizzera e impiegava circa 196.000 persone (136.000 delle quali nel solo settore bancario), ovvero il 5,6% del totale della forza lavoro del Paese. Secondo gli esperti del settore bancario, tuttavia, queste cifre sono destinate a diminuire in futuro.
La costante neutralità della Svizzera ha promosso la creazione di un ambiente economico stabile in cui il settore bancario è stato in grado di svilupparsi e prosperare. Attualmente, si stima che il 28% di tutti i capitali detenuti al di fuori del paese d'origine ("offshore") siano depositati in Svizzera. Nel 2009 le banche svizzere hanno gestito 5.400 miliardi di franchi svizzeri. Inoltre, nel 2006 le banche estere operanti in Svizzera gestivano altri 870 miliardi di franchi.
La Borsa valori, denominata SIX Swiss Exchange, ha sede a Zurigo e, con una capitalizzazione di 1052 miliardi di $, è la quinta a livello europeo e la quindicesima a livello mondiale.